# 李意钢
李意钢（1966年11月—），男，中华人民共和国外交官，曾任中华人民共和国驻威廉斯塔德总领事。

## 生平
李意钢毕业于外交学院。1991年8月，进入中华人民共和国外交部工作，先后在外交部亚洲司、驻尼泊尔大使馆、驻宋卡总领事馆、外交部驻香港特派员公署、外交部机关党委任职。2008年10月，任驻卢旺达大使馆参赞。2011年8月，任驻纳米比亚大使馆参赞。2013年8月职级升为副司级。2014年1月，任驻蒙特利尔总领事馆副总领事。2016年12月，任外交部副司级干部。2017年，任中共云南省红河哈尼族彝族自治州州委常委、州人民政府副州长，挂职二年。2020年1月，出任中华人民共和国驻威廉斯塔德总领事。2025年4月，自驻威廉斯塔德总领事离任。